# Jordan Is a Hard Road
Jordan Is a Hard Road er en amerikansk stumfilm fra 1915 af Allan Dwan.

## Medvirkende
- Dorothy Gish som Cora Findley.
- Frank Campeau som Bill Minden.
- Sarah Truax som Mrs. Findlay.
- Owen Moore som Mark Sheldon.
- Ralph Lewis som Jim Starbuck.